# Madrella aurantica
Madrella aurantica är en snäckart som beskrevs av Vayssiere 1903. Madrella aurantica ingår i släktet Madrella och familjen Madrellidae. Inga underarter finns listade i Catalogue of Life.